# Klaus Dudenhöfer
Klaus Dudenhöfer (* 19. September 1924 in Dresden; † 19. Dezember 2008 in Hamburg) war ein deutscher Filmeditor.

## Leben
Er begann beim Sender Dresden mit Kindersprechrollen. In den 1930er Jahren betätigte er sich als Fotograf für eine Bildstelle. Nach dem Abitur wurde er 1943 Volontär bei der Terra Film in Babelsberg, bei Filmeditor Helmuth Schönnenbeck. Der erste Film, an dem er mitwirkte, war die berühmte Feuerzangenbowle mit Heinz Rühmann.
Dudenhöfer wurde anschließend Schnittassistent, bevor er ab 1944 Kriegsdienst leistete. 1947 ging er nach Hamburg und begann zunächst bei Helmut Käutners neu gegründeter Camera-Film als Schnittassistent, bis er noch im selben Jahr eine Anstellung als Chef-Editor bei der ebenfalls gerade gegründeten Real-Film erhielt. Ab 1954 kooperierte er vor allem mit Regisseur Helmut Käutner, mit dem zusammen er zwölf Filme schuf. Zuweilen fungierte er auch als Regieassistent.
Er hatte großen Anteil an mehreren preisgekrönten Spielfilmen wie Des Teufels General und Der Hauptmann von Köpenick, aber auch an Bernhard Grzimeks Dokumentarfilmen Kein Platz für wilde Tiere und Serengeti darf nicht sterben.
Seit Ende der 1960er Jahre wurde er intensiv für das Fernsehen tätig. Er war unter anderem für den Schnitt der populären Serien Das Traumschiff und Diese Drombuschs zuständig. Bei drei Folgen der Serie Cliff Dexter sowie bei einigen Kultur- und Industriefilmen fungierte er zudem als Regisseur.
Seit den frühen 1990er Jahren wirkte er vor allem mit Regisseur Christian Görlitz zusammen. 2002 erhielt er einen Ehrenpreis des Forums für Filmschnitt und Montagekunst Filmplus. Den letzten Schnitt bei einem Spielfilm führte er 2008 bei Fleisch ist mein Gemüse durch, bevor er Ende des Jahres verstarb. Er war einer der dienstältesten Editoren Deutschlands.

## Filmografie
- 1948: Arche Nora
- 1948: Finale
- 1949: Die Freunde meiner Frau
- 1949: Derby
- 1949: Gefährliche Gäste
- 1949: Kätchen für alles
- 1950: Mädchen mit Beziehungen
- 1951: Schön muß man sein
- 1951: Engel im Abendkleid
- 1952: Die Stimme des Anderen
- 1952: Der Kampf der Tertia
- 1953: Vergiß die Liebe nicht
- 1953: Das kleine Einmaleins
- 1953: Hochzeit auf Reisen
- 1954: Eine Frau von heute
- 1954: Columbus entdeckt Krähwinkel
- 1954: Die Stadt ist voller Geheimnisse
- 1955: Des Teufels General
- 1955: Musik im Blut
- 1955: Versuchung
- 1955: Wunschkonzert
- 1956: Kein Platz für wilde Tiere
- 1956: Der Hauptmann von Köpenick
- 1957: Die Zürcher Verlobung
- 1957: Lemkes sel. Witwe
- 1957: Nachts im Grünen Kakadu
- 1958: Nasser Asphalt
- 1958: Bühne frei für Marika
- 1958: Der Schinderhannes
- 1959: Serengeti darf nicht sterben
- 1959: Der Rest ist Schweigen
- 1959: Die Gans von Sedan
- 1960: Als geheilt entlassen
- 1960: Das Glas Wasser
- 1961: Schwarzer Kies
- 1961: Der Transport
- 1961: Zwei unter Millionen
- 1961: Der Traum von Lieschen Müller
- 1962: Willy
- 1962: Die Rote
- 1962: Stahlnetz: Spur 211
- 1962: Heute kündigt mir mein Mann
- 1963: Heimweh nach St. Pauli
- 1963: Das Haus in Montevideo
- 1964: Der Fluch der grünen Augen
- 1964: Das Gespenst von Canterville
- 1964: Lausbubengeschichten
- 1964: Das Lamm
- 1965: Die Flasche
- 1965: Schüsse aus dem Geigenkasten
- 1966: Robin Hood, der edle Räuber
- 1967: Der Paukenspieler
- 1967–68: Cliff Dexter (Serie, 13 Folgen; dreimal auch Regie)
- 1968: Zur Hölle mit den Paukern
- 1969: Liebling, sei nicht albern (nur Herstellungsleitung)
- 1969: Match / Ellenbogenspiele (nur Herstellungsleitung)
- 1970: Unter den Dächern von St. Pauli (nur Produktion)
- 1971: Haie an Bord
- 1976: Michael Strogoff (Mehrteiler)
- 1978: Der Schimmelreiter
- 1979: Noch ’ne Oper
- 1983: Es gibt noch Haselnußsträucher
- 1997: Freier Fall
- 1997: Einsatz Hamburg Süd (Serie)
- 1998: Das Böse
- 1998: Sommergewitter
- 1999: Der Preis der Sehnsucht
- 1999: Geflüsterte Morde (Serie Bella Block)
- 2001: Klaras Hochzeit
- 2001: Zerbrechliche Beweise (Serie Die Verbrechen des Professor Capellari)
- 2002: Mörderherz
- 2002: Mord im Haus des Herrn
- 2003: Die Geisel
- 2004: Außer Kontrolle
- 2006: Die Verlorenen
- 2006: Mutterglück
- 2008: Fleisch ist mein Gemüse
- 2008: Ein Job